# 庫卡維察山
庫卡維察山是塞爾維亞的山峰，位於該國東南部，處於雅布蘭尼卡州和普奇尼亞州接壤的邊界，鄰近弗拉迪欽漢，海拔高度1,442米。

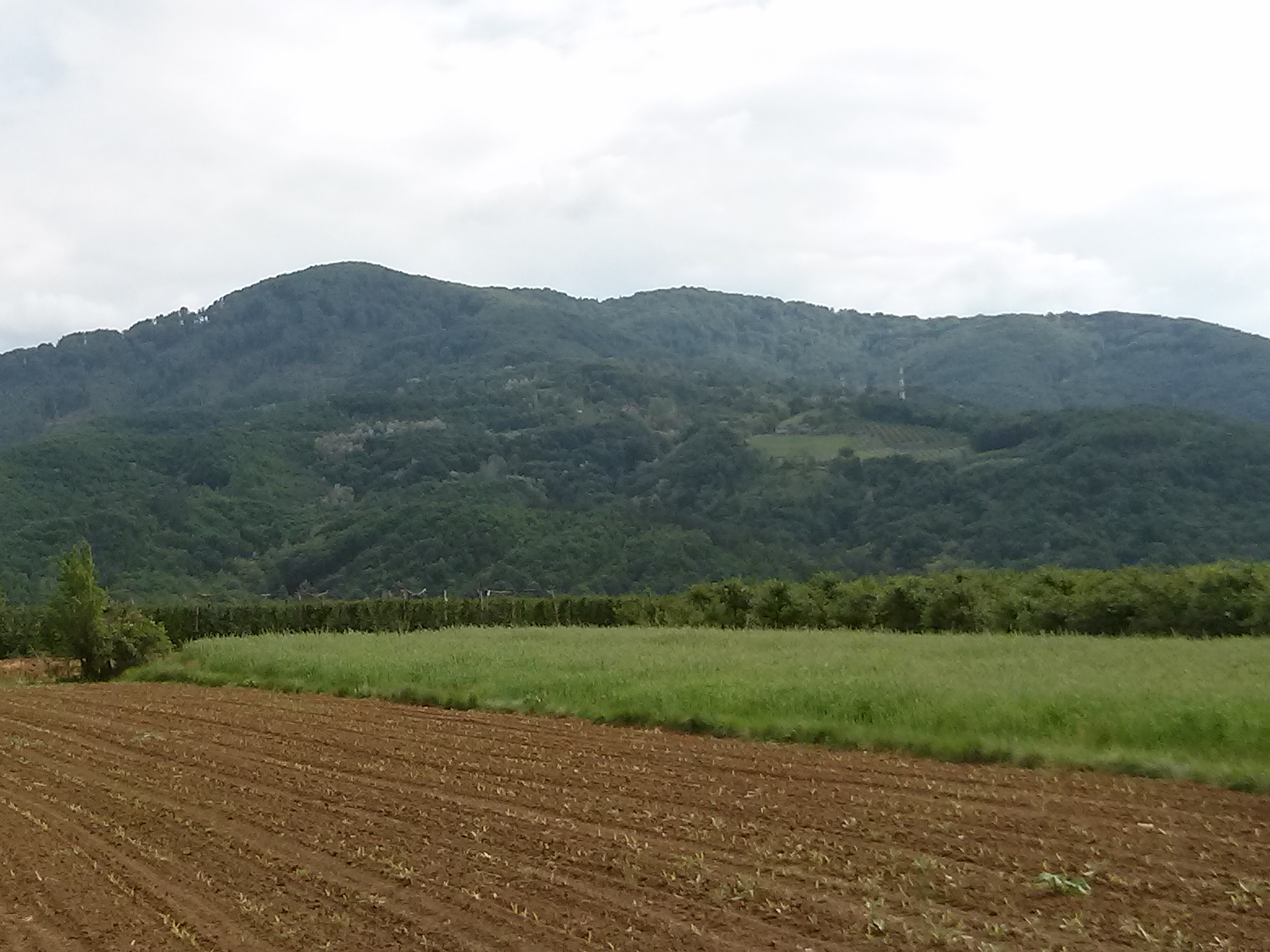
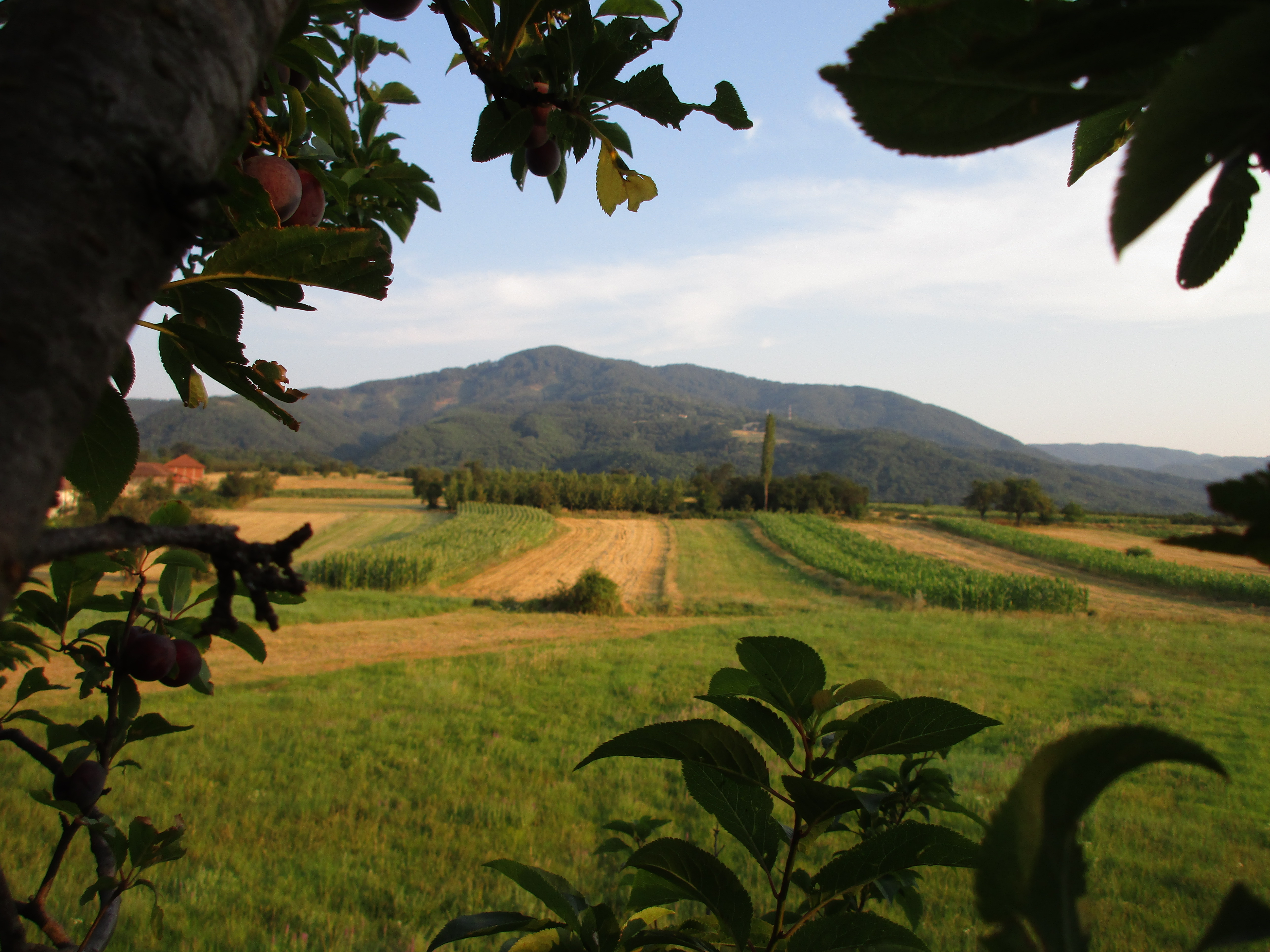
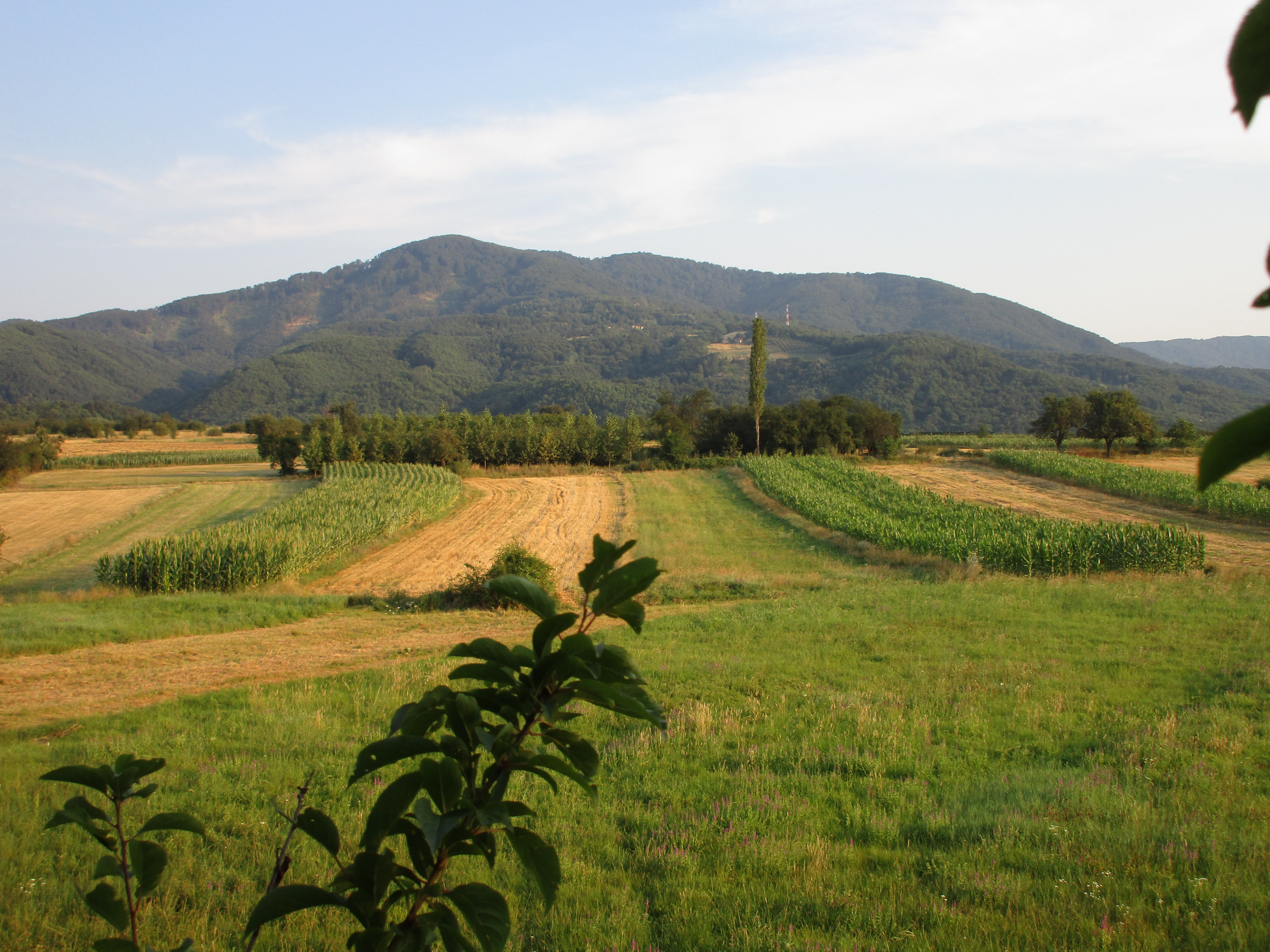
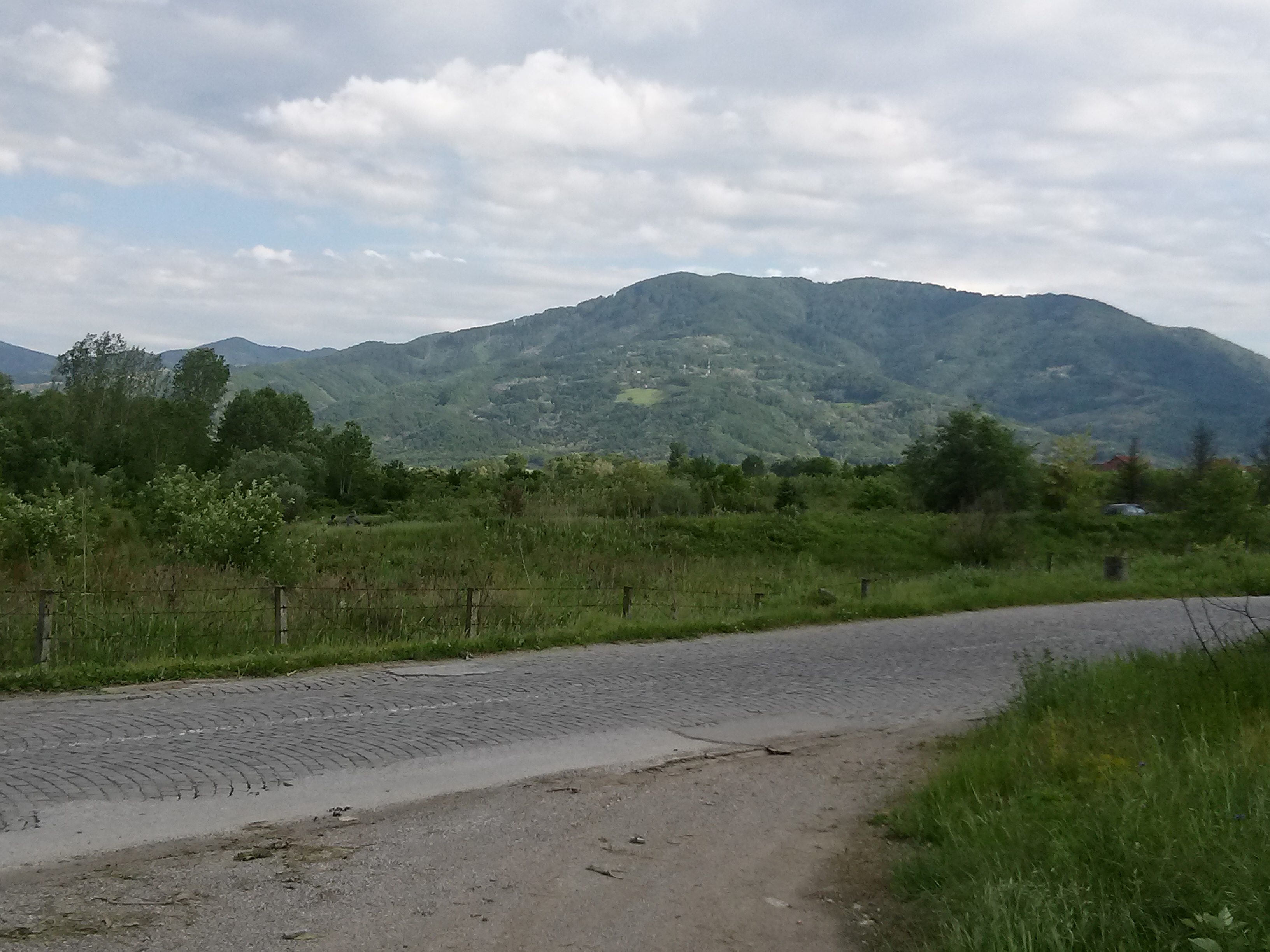
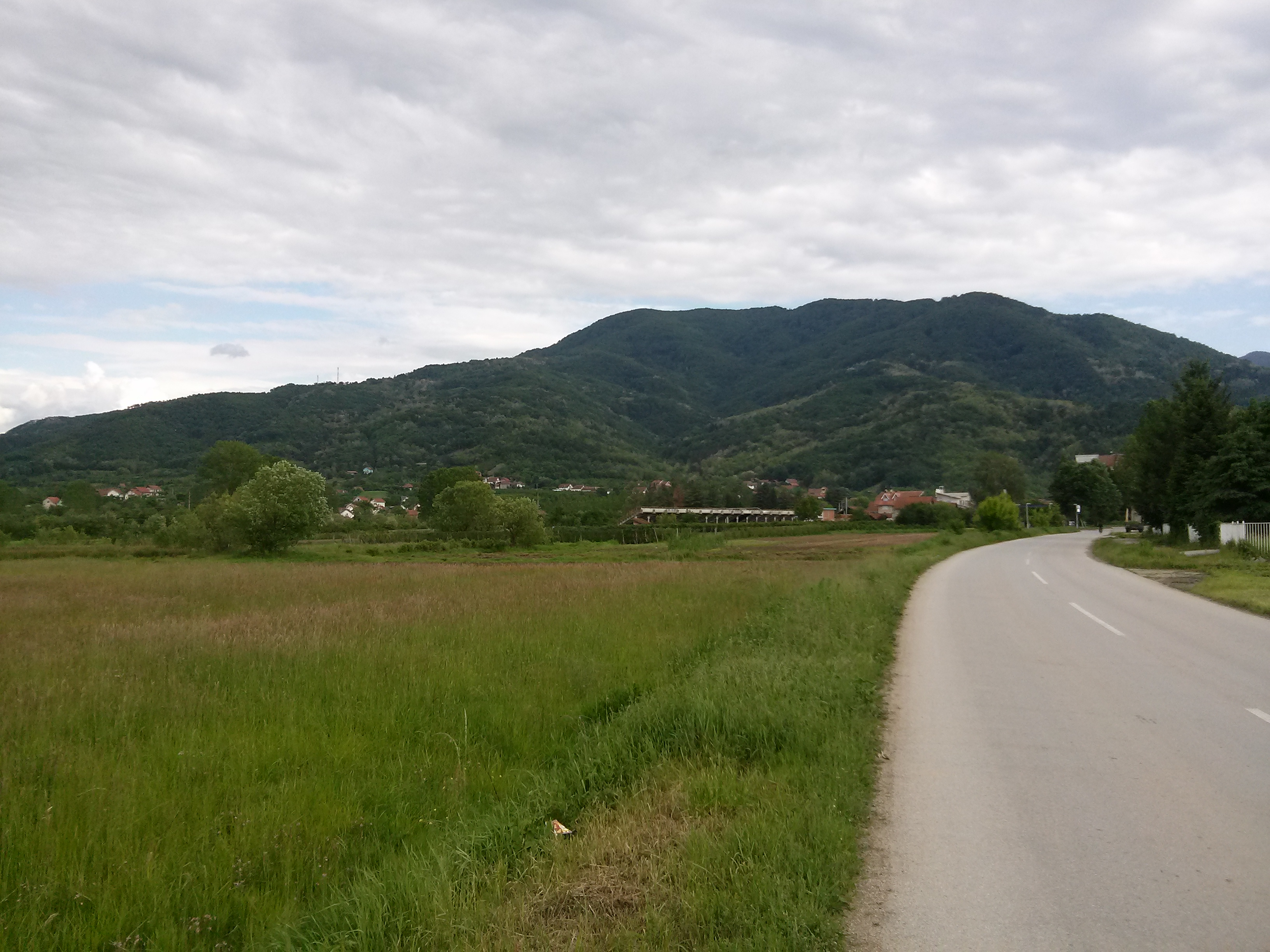
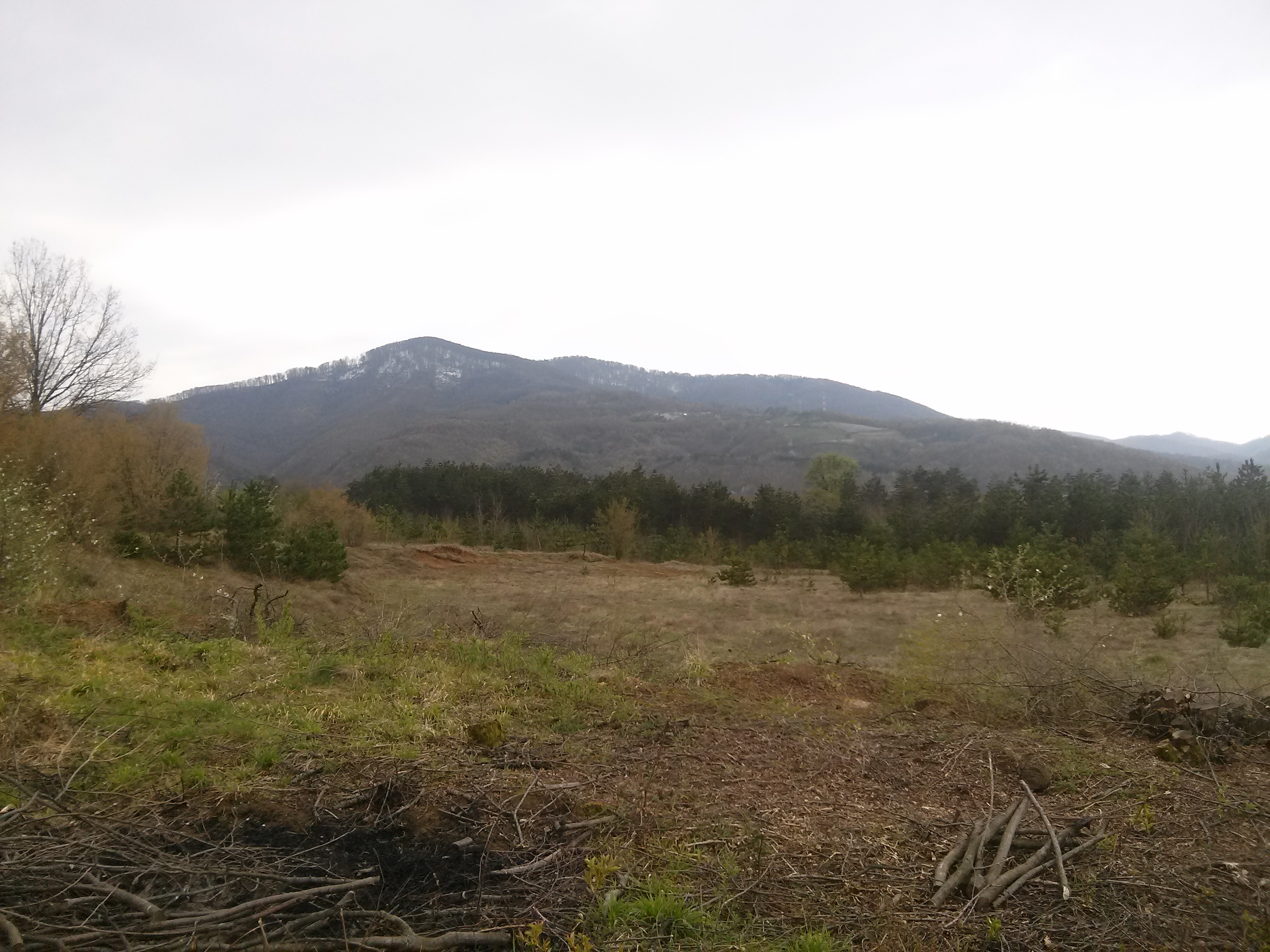
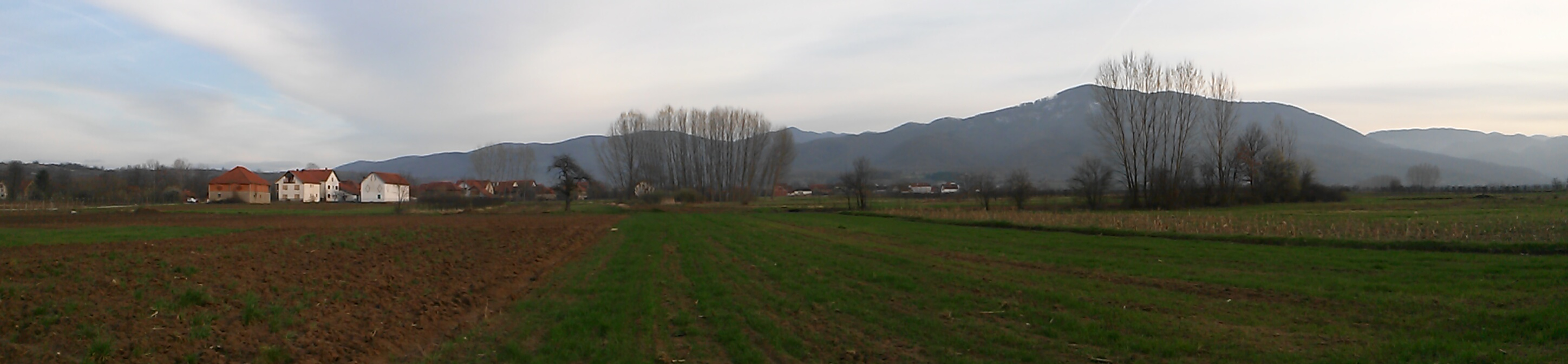
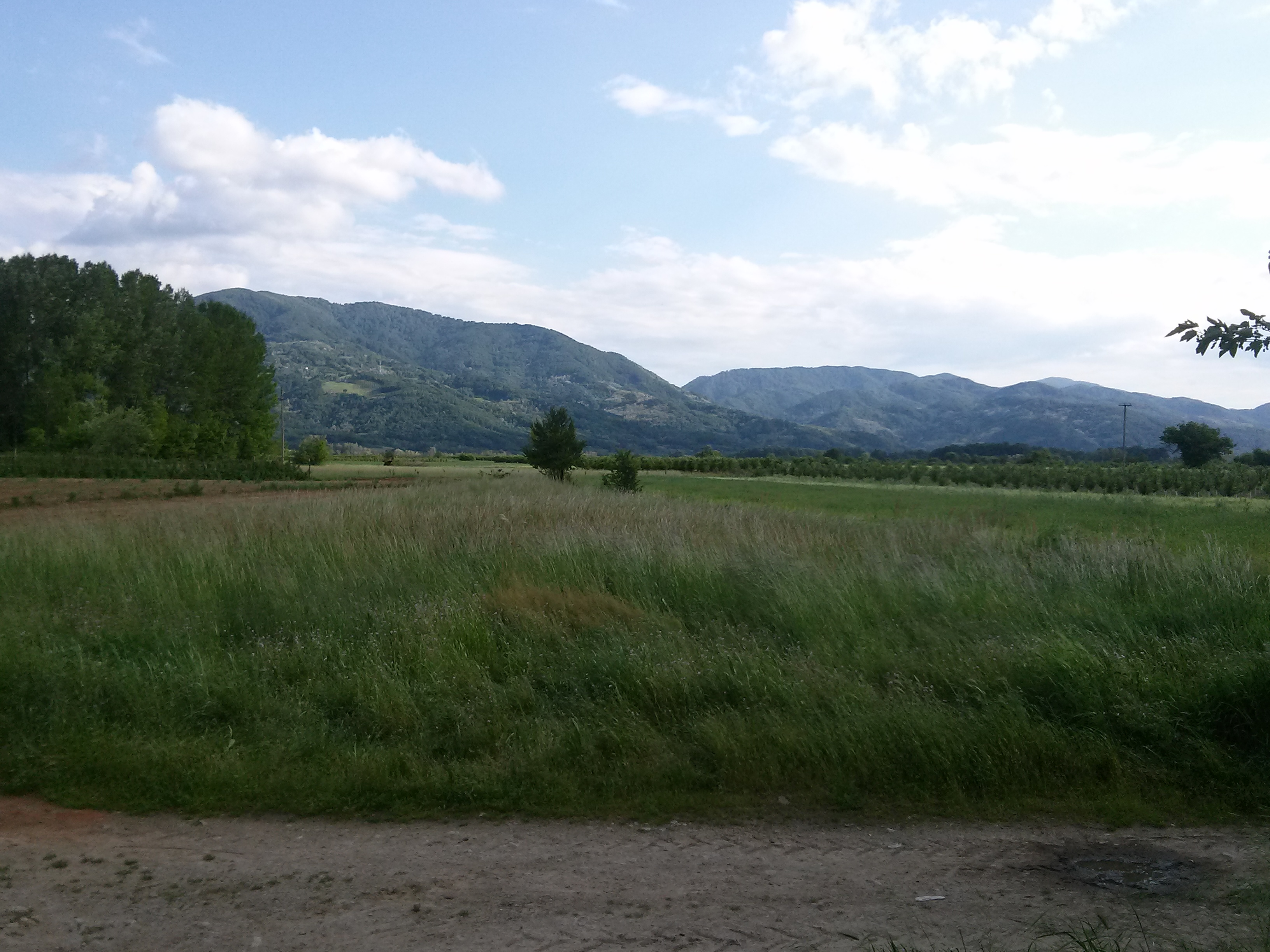